# Palais de l'université de Gênes
Le palais de l'université de Gênes ou ex collège des Jésuites de Gênes est un édifice historique situé 5 via Balbi, à Gênes. Siège du collège des Jésuites depuis 1640 et de l'université de Gênes depuis 1775, de par son architecture et les nombreuses œuvres d'art qu'il abrite, c'est l'un des plus grands exemples du baroque génois.

## Histoire
La construction du bâtiment a été lancée dans les années 1630 par l'architecte de Côme Bartolomeo Bianco, en tant que siège du collège des jésuites. Les travaux furent financés et commandés par la famille Balbi, propriétaire des palais adjacents, à qui les jésuites achetèrent en 1623 un terrain en forte pente sur lequel fut érigé le bâtiment. Celui ci, en raison de la pente du terrain, est divisé en une série de volumes auxquels le visiteur accède par une succession de rampes et d'escaliers, avec une articulation similaire au Palazzo Tursi construit à la fin du XVIe siècle par Ponzello.
À la suite de la suppression de la Compagnie de Jésus, qui eut lieu en 1773, le bâtiment devint le siège de l'université de Gênes.

## Description
Le palais abrite de nombreuses salles d'un intérêt historique et artistique notable et d'importantes œuvres d'art. Dans l'atrium monumental, l'escalier est flanqué d'une paire de lions colossaux en marbre blanc, sculptés selon un dessin de Domenico Parodi au début du XVIIIe siècle. Parmi les salles de classe, la salle de droit, baptisée plus tard Aula Cabella, et la salle de théologie, aujourd'hui chapelle universitaire, conservent la décoration d'origine, comprenant les sept panneaux de bronze avec les Histoires de la Passion, un chef-d'œuvre maniériste de Giambologna réalisé pour la  chapelle Grimaldi (détruite) à San Francesco di Castelletto.
Le vaste espace du premier étage donnant sur la via Balbi est occupé par l'Aula Magna, construite comme salle d'exercices spirituels. Toute la surface des murs et de la voûte a été décorée entre 1683 et 1684 par le peintre Giovanni Andrea Carlone, déjà célèbre pour les fresques qu'il a peintes dans l'église du Gesù à Rome, toujours pour les Jésuites. Dans le décor des murs, parfaitement conservé, fausses colonnes et statues, envolées d'angelots et guirlandes fleuries aux couleurs vives se détachent sur un fond grisaille. La grande fresque de la voûte avec le Triomphe du Nom de Jésus fut par contre détruite à la suite du bombardement subi par Gênes par l'armée piémontaise, dirigée par le général Alfonso La Marmora, visant à étouffer la révolte de la ville en 1849. Lors du nouveau bombardement allié de 1944, le décor du XIXe siècle créé pour remplacer l'œuvre détruite par Carlone s'effondre également, et c'est donc le peintre sarde Francesco Menzio qui réalise l'œuvre qui recouvre actuellement la voûte, un sujet religieux inspiré par la décoration des livres portulans génois.
L'aile arrière du bâtiment, qui abritait autrefois les lieux destinés à la vie privée des pères jésuites, est aujourd'hui occupée par le rectorat. Parmi les salles de classe de plus grande valeur historique et artistique, disposées le long de l'ancien couloir de Sant'Ignazio, se trouvent l'Aula Ligure et l'Aula della Meridiana. La première, autrefois connue sous le nom d'Oratoire domestique, est un chef-d'œuvre de décoration baroque du peintre génois Domenico Parodi, qui l'a réalisé entre 1704 et 1709. Le peintre y a conçu un décor unitaire couvrant uniformément toute la surface de la pièce, où, parmi les faux marbres et les architectures illusionnistes créés par le bolognais Aldovrandini, il a peint les effigies de la Vierge et des saints de la Compagnie en faux relief. La salle de la Méridienne tire son nom de l'instrument de mesure du temps fabriqué en 1771 par le père français Correard sous la forme d'un cadran solaire au sol en marbre et laiton. Elle a ensuite été transformée en bibliothèque, avant que les volumes ne soient transférés dans l'ancienne église des Saints Gerolamo et Francesco Saverio, située 3 via Balbi et appartenant au complexe du collège, transformée en bibliothèque universitaire. Ces dernières années, la grande bibliothèque, issue également du patrimoine littéraire du collège et qui s'est énormément enrichie, a été déplacée sur la Piazza Acquaverde, dans le bâtiment qui abritait autrefois l'hôtel Colombo.
Le grand jardin du collège, conçu à la fin du XVIIIe siècle comme une succession de terrasses en pente sur la colline de Pietraminuta, par l'architecte Emanuele Tagliafichi, a ensuite été transformé en jardin botanique et est toujours utilisé à cette fin par l'université.

## Galerie

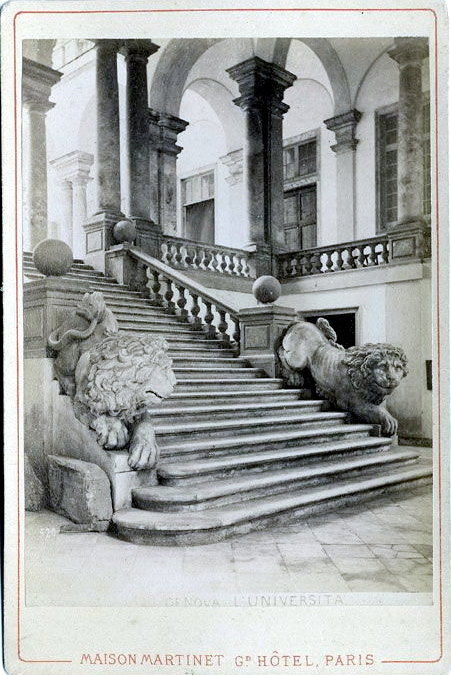
James Anderson (1813-1877), Grand escalier de Parodi
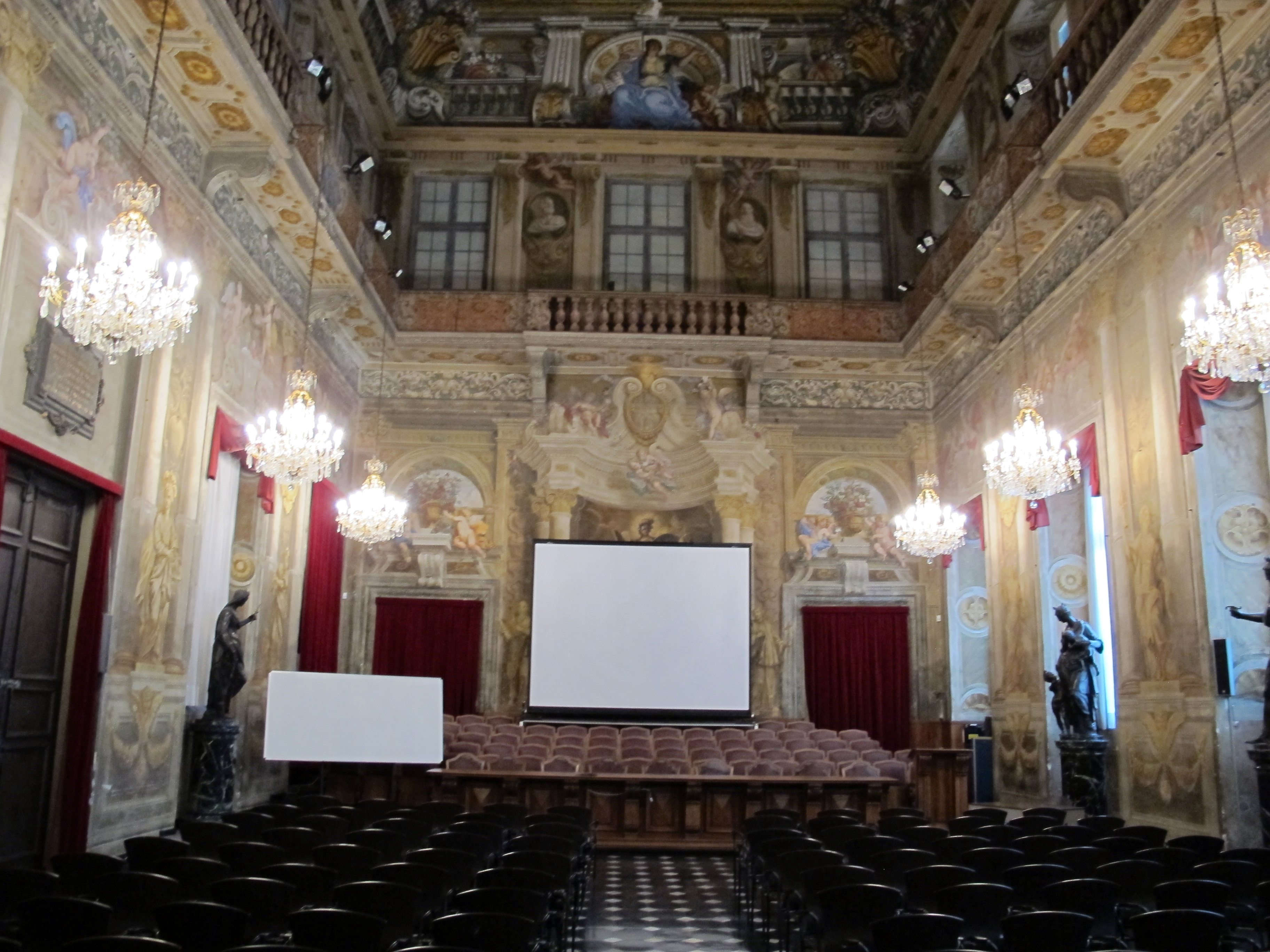
Grande salle (Aula Magna)
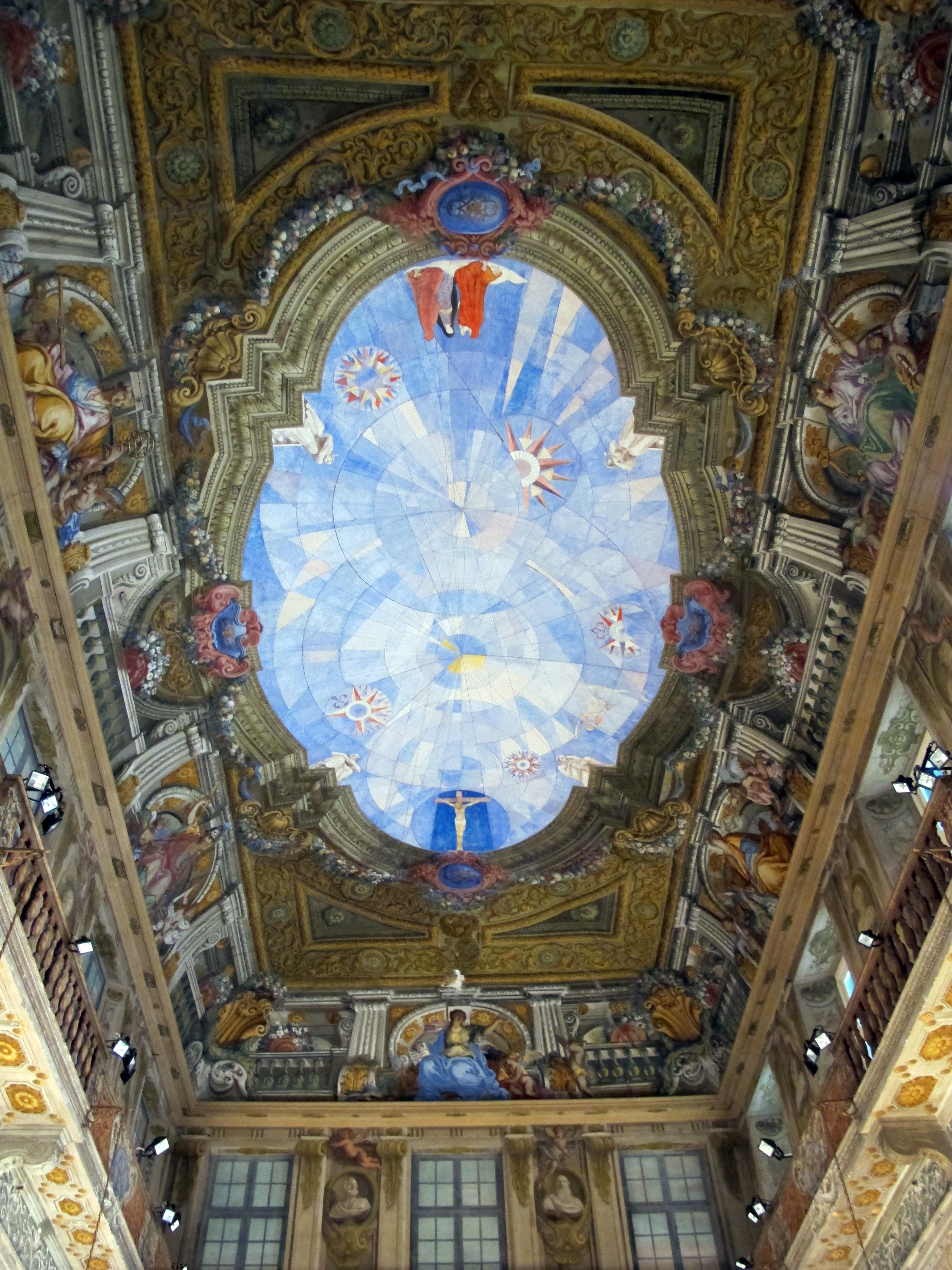
Plafond de l'Aula Magna
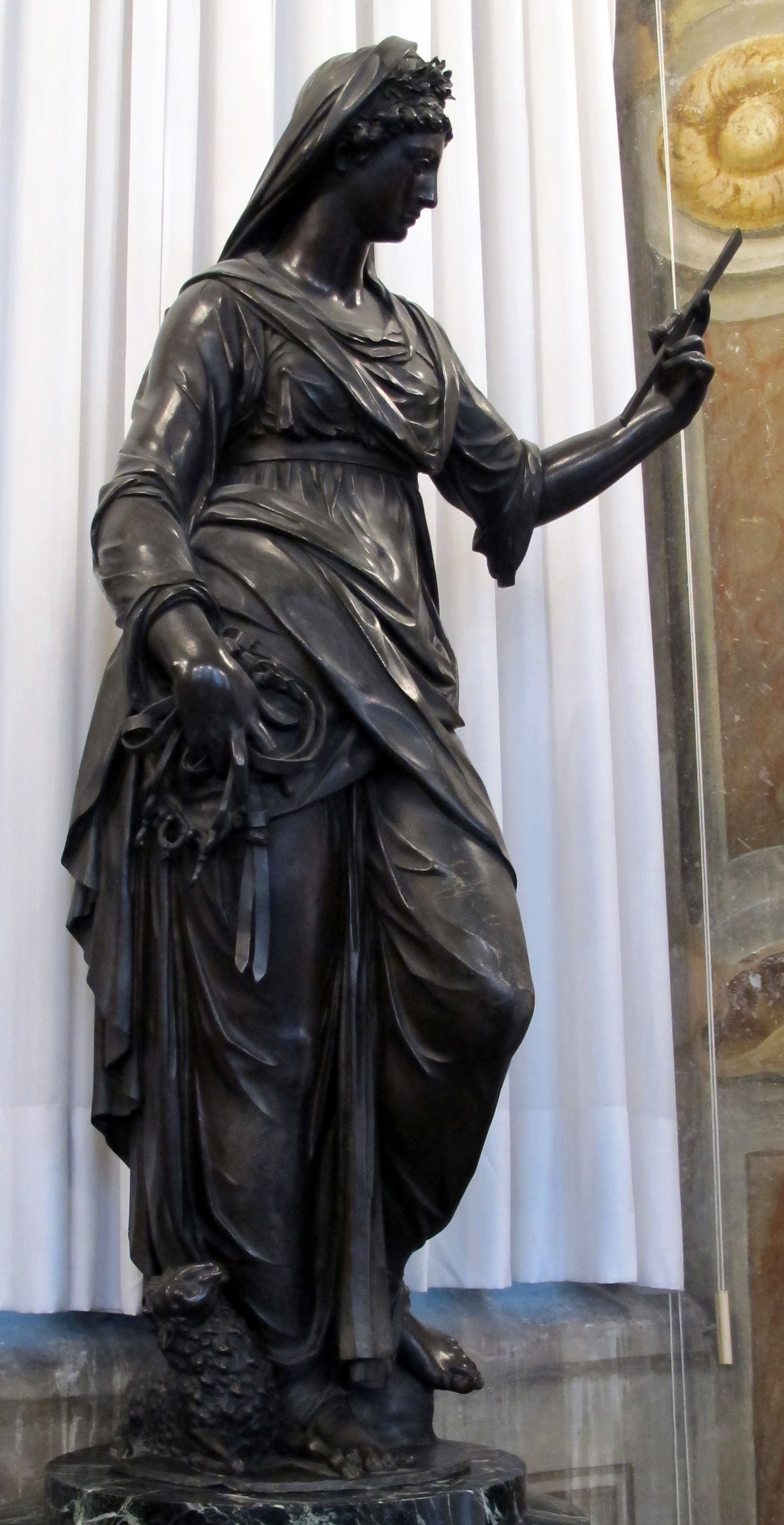
Giambologna, Vertu de la Chapelle Grimaldi à S. Francesco di Castelletto, 1582-90, Tempérance.JPG
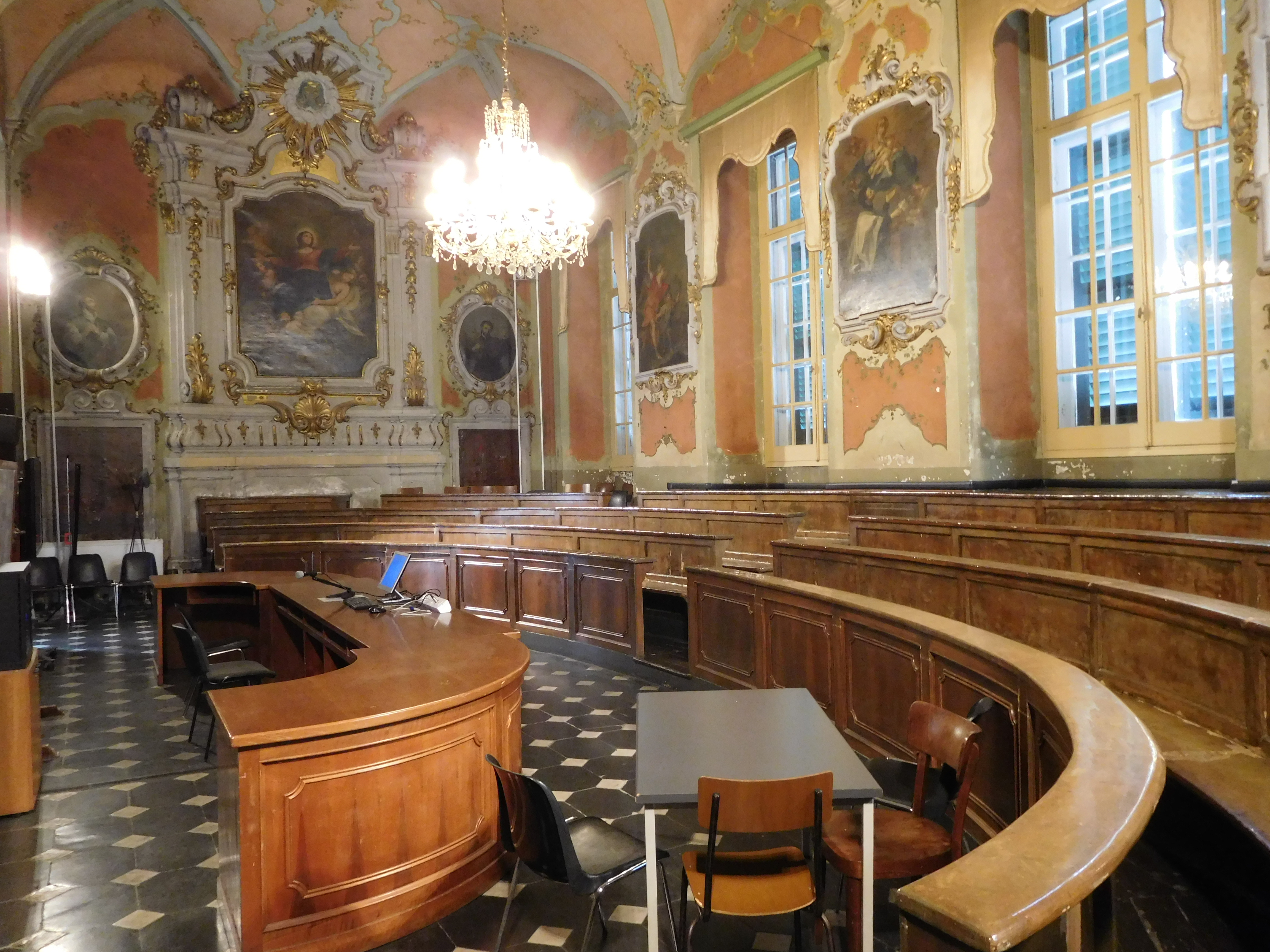
La Salle de Droit, ou Aula Cabella
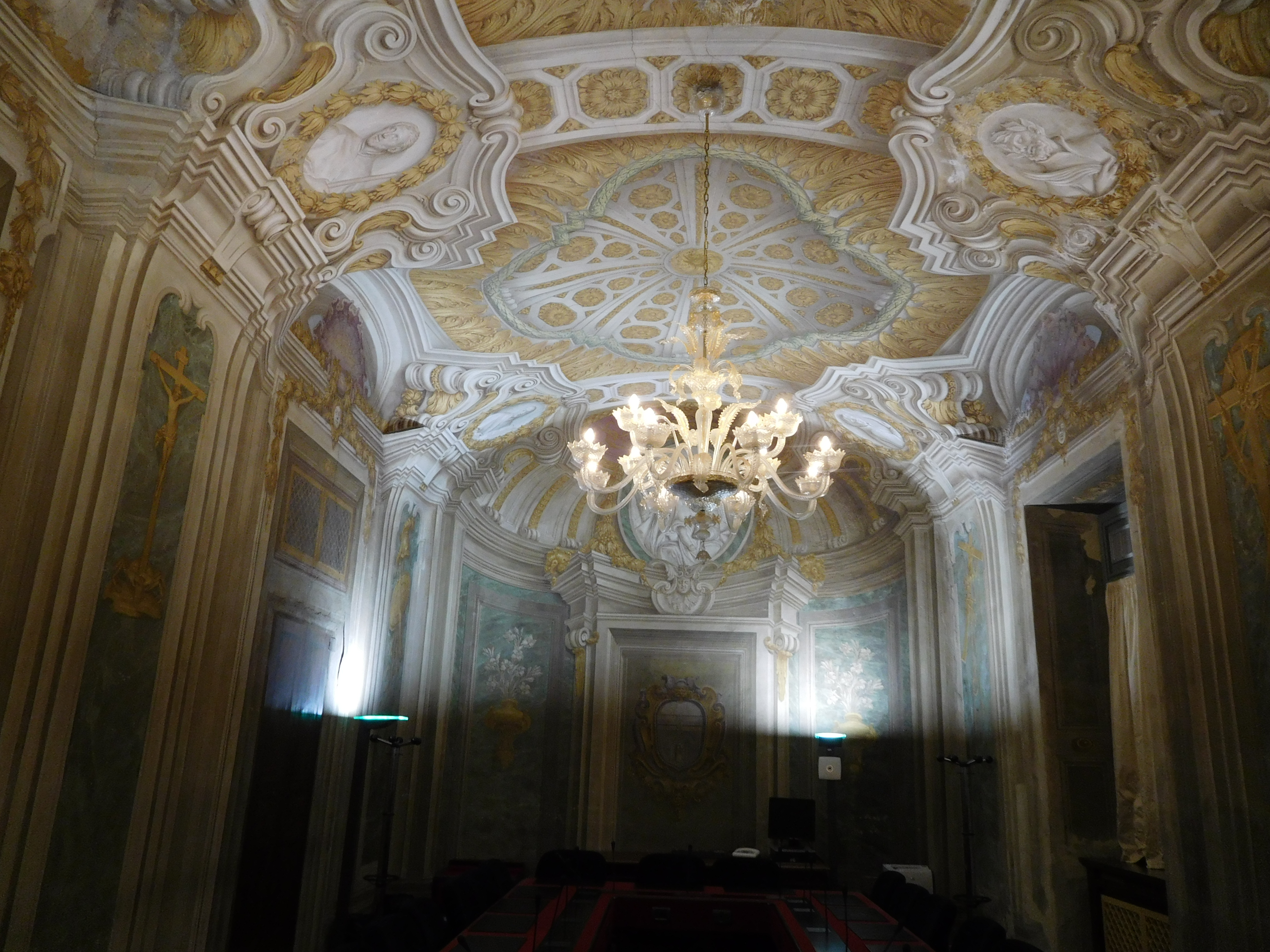
Domenico Parodi, Décoration de la salle ligure, 1709